# 6736 Marchare
6736 Marchare eller 1993 EF är en asteroid i huvudbältet som upptäcktes den 1 mars 1993 av den japanska astronomen Takeshi Urata vid Nihondaira-observatoriet. Den är uppkallad efter karaktären Påskharen i Lewis Carrolls bok Alice i Underlandet.
Den tillhör asteroidgruppen Nysa.